# All New Marvel NOW!
All New Marvel NOW! è un'iniziativa editoriale della Marvel Comics, volta a rilanciare molte serie fumettistiche con una nuova numerazione subito dopo quella del 2012 nota come Marvel NOW!. Nasce come conseguenza degli eventi narrati nel cross-over Infinity e i cambiamenti consistono in nuovi team creativi per la maggior parte dei titoli e nuovi design e nuove storie per i personaggi.

## Storia editoriale
Dopo gli avvenimenti di Infinity, la Marvel Comics rilancia il suo parco testate pubblicando nuove serie e rilanciando quelle del Marvel NOW!. L'evento è terminato con la pubblicazione di Secret Wars, scritto da Jonathan Hickman e disegnato da Esad Ribic.
In Italia il rilancio All New Marvel NOW! comincia nel 2014 edito dalla Panini Comics. In Italia, sono queste le pubblicazioni All New Marvel NOW!:
- Incredibili Avengers (contiene anche Avengers Undercover e Ms. Marvel)
- Nuovissimi X-Men
- Fantastici Quattro (contiene anche Silver Surfer)
- Thor: Dio del tuono (contiene anche Loki Agent of Asgard)
- Captain America & Secret Avengers (contiene anche Captain Marvel)
- Devil & i cavalieri Marvel (contiene Punisher e Ghost Rider)
- Wolverine
- Avengers (contiene anche Avengers Assemble e Avengers A.I.)
- Incredibili X-Men (contiene anche Cable & the X-Force)
- Guardiani della Galassia (contiene anche Nova)
- Amazing Spider-Man (contiene anche Spider-Woman, Spider-Man 2099 e Silk)
- Deadpool
- Superior Iron Man (contiene anche New Avengers)
- Ant-Man (contiene anche Ant-Man: Larger Than Life)
- Star Lord (contiene anche Rocket Raccoon)
- Angela
- Avengers Deluxe Presenta (contiene anche Secret Avengers e Captain Marvel